# Remingtonocetus
Il remingtonoceto (gen. Remingtonocetus) è un cetaceo estinto, appartenente agli archeoceti. Visse nell'Eocene medio (circa 45 - 43 milioni di anni fa) e i suoi resti fossili sono stati ritrovati in India e in Pakistan. 

## Descrizione
Questo animale era molto differente dagli odierni cetacei. Il corpo doveva essere vagamente simile a quello di una lontra, e il cranio era dotato di un muso stretto e allungato. Lungo oltre due metri (e potenziale discendente dell'Ambulocetus), Remingtonocetus era più grande, con un rostro più largo e con premolari più grandi dei suoi contemporanei Andrewsiphius, Kutchicetus e Maiacetus. Era invece più piccolo e con denti più gracili rispetto a Dalanistes. Di Remingtonocetus sono note due specie, R. harudiensis e R. domandaensis, che differiscono principalmente nella morfologia dei molari (Gingerich et al., 2001).

## Classificazione
I primi fossili di questo animale (uno scheletro parziale) vennero ritrovati nella formazione Harudi in India, e vennero descritti nel 1975 come una nuova specie del genere Protocetus (Protocetus harudiensis). Successivamente (Kumar e Sahni, 1986) i fossili vennero riassegnati a un nuovo genere, Remingtonocetus, attribuito a una nuova famiglia di cetacei estinti, i Remingtonocetidae. Nel 2001 venne descritta un'altra specie, R. domandaensis, sulla base di uno scheletro parziale ritrovato nella formazione Domanda in Pakistan. Sembra che quest'ultima specie fosse più antica e più basale rispetto a R. harudiensis.